# Louisenlund
 For alternative betydninger, se Louisenlund (flertydig). (Se også artikler, som begynder med Louisenlund)
Louisenlund er en lille løvskov nær Gyldenså mellem Østermarie og Svaneke på Bornholm, der rummer henved 50 bautasten. Mange af dem er op til 2,5 m høje.
Der er aldrig foretaget en undersøgelse af Louisenlund, så ingen ved, hvorfor stenene er rejst.[kilde mangler]
Frederik 7. købte matriklen under et besøg på Bornholm i 1851. Han gav stedet navn efter Grevinde Danner (Louise Rasmussen), der sikrede stedet en fast årlig ydelse til vedligeholdelse. I dag er denne forpligtelse overgået til Jægersprisstiftelsen, der arvede stedet efter Grevinde Danner.[kilde mangler]
Kun Gryet 4 km vest for Nexø rummer flere bautasten.

## Fænrisstenen
I Gyldensåen ca. 150 m syd for Louisenlund ligger en stor sten i den nordlige åbrink med navnet Fænrisstenen. Stenen er en vandreblok.
På dens overflade findes fem aflange fordybninger, der tydeligt er frembragt ved menneskeværk, og rimeligvis ved at stenen i en fjern fortid har været anvendt som slibesten for spidse våben.
Til denne sten er knyttet et sagn: jætten Fænris, der boede i Helvedesbakkerne, blev så fortørnet over den evige klokkeringning fra Ibs Kirke, at han kastede Fænrisstenen efter kirken fra Aarsdale. Men da han kastede med venstre hånd, blev trykket så stærkt, at hånden satte spor i stenen, der i stedet blev kastet højt over kirken til åen syd for Louisenlund.